# LATAM 항공 그룹

LATAM 항공 그룹의 운항 노선

LATAM 항공 그룹(영어: LATAM Airlines Group)은 칠레의 수도인 산티아고에 위치한 지주 항공사로 2010년 8월 칠레 항공사인 란 항공과 브라질의 항공사인 TAM 항공과 합병하여 지주 항공사의 신설하기로 합의했다. 두 회사의 합병은 시너지 효과와 중남미 항공 업계에 새로운 경쟁구도가 형성될 것으로 전망하고 있다. 2012년 6월에 란 항공과 합병을 마무리 하면서 중앙아메리카, 남아메리카의 최대 항공사 및 세계 10위권 항공사로 부상될 것으로 전망하고 있다. 2015년 8월에 통합 브랜드를 발표한데 이어 2016년 5월에 모든 항공사가 현재의 사명으로 변경했다. 향후 2018년까지 모든 기종에 통합 브랜드 도장을 적용할 예정이다.

## 창립 배경
2010년 8월 13일, 칠레의 란 항공과 브라질의 TAM 항공이 상호 브랜드를 합병하여 새로운 브랜드를 만들기 위한 신사협정을 체결하기로 하였으며 최종 체결은 약 1년후인 2011년 1월 19일에 체결되었다. 이 후 2012년 6월 12일, TAM 항공의 전 지분과 자산을 란 항공이 인수하는 방식으로 브랜드가 합병되었으며 각각 항공사의 첫글자(LA+TAM)를 합하여 지금의 LATAM 항공 그룹을 출범시켰으며 란 항공의 회장인 Enrique Cueto을 LATAM 항공 그룹의 회장으로 TAM 항공의 회장인 Mauricio Rolim Amaro를 부회장으로 임명하였다.

## 정부 승인
LATAM 항공 그룹은 칠레 국적 항공사인 란 항공과 브라질 국적 항공사인 TAM 항공이 서로 합병하는 방식이기에 각 정부간의 승인이 필요하였다. 가장 먼저 칠레 정부가 2011년 9월 21일 승인을 하였으나 11가지의 규제를 두는 조건으로 승인하였는데 대표적으로 주 착륙 장소를 상파울루 구아룰류스 국제공항에서 코모도로 아르투로 메리노 베니테스 국제공항으로 이전하는 것과 항공 동맹체를 단일화하는 것이었는데 당시 란 항공은 원월드의 회원이었으며 TAM 항공은 스타 얼라이언스의 회원사였기 때문이다. 그리고 브라질과 칠레 사이의 늘어나는 항공수용력을 제한하는 것이 대표적 규제였다. 뒤를 이어 브라질 정부는 2011년 12월 14일 최종승인을 하였으나 칠레 정부와 비슷한 규제를 두는 조건아래 승인하였다. 이 후 2013년 3월 7일, LATAM 그룹은 규모가 큰 란 항공이 속한 원월드에 최종 가입을 함에 따라 TAM 항공은 스타 얼라이언스서 탈퇴선언을 하였다.

## 재 브랜드화
2015년 8월, LATAM 항공 그룹은 LATAM으로 비행을 재개하는 방침을 발표하였고 2018년까지 전 항공기의 도장을 단일화한다는 방침또한 발표하였다. 현재 LATAM 항공 그룹은 재 브랜드화 절차를 진행 중이며 2019년에 완료될 예정인데 주로 본사 위치 분명화, 항공기 및 라운지 디자인 통일화, 웹사이트 재구성 등 다양한 과정을 진행중에 있다. 현재 기내 인테리어, VIP라운지 구성, 기내 엔터테이먼트 시스템 구성은 완료되어있는 상태이다.

## 그룹 구성도
현재 LATAM 항공 그룹은 23개국에 133개의 노선을 운항중이며 28개국에 149개의 화물 노선을 운항중이다. LATAM의 주 거점은 리마, 보고타, 산티아고, 상파울루(구아룰류스)에 위치하고 있다.
- LATAM 칠레
  -  LATAM 익스프레스
  -  LATAM 카고 칠레
  -  LATAM 카고 멕시코
  -  LATAM 에콰도르
  -  LATAM 콜롬비아[6]
  -  LATAM 카고 콜롬비아
  -  LATAM 페루
- LATAM 브라질
  -  LATAM 카고 브라질
  -  LATAM 파라과이

### 과거 소속 법인
- LAN 도미니카 (2006년 소멸)
- LATAM 아르헨티나 (2020년 파산)
- PLA 항공 (2013년 소멸)
- 플로리다 웨스트 국제항공 (2016년 아틀라스 항공에 매각)